# استیون کلمنس
استیون کلمنس (انگلیسی: Stephen Clemence؛ زادهٔ ۳۱ مارس ۱۹۷۸) یک بازیکن فوتبال است.